# バイオメディカルインフォマティクス
バイオメディカルインフォマティクス（英：Biomedical informatics、別名、生物医学情報学とも）とは、バイオインフォマティクス、臨床情報学（clinical informatics）、公衆衛生情報学（public health informatics）などを下位分野として包含する広範囲の学術分野を指し、特にアメリカ合衆国ではこの意味で用いられることが多い用語である。医学情報学（medical informatics）や衛生情報学（health informatics）と称されることもある。アメリカ合衆国以外の国では、衛生学や保健医療を包括する広汎な情報学分野として衛生情報学の名称が用いられる傾向がある。アメリカ合衆国では、衛生情報学と言うと生物科学や、バイオメディカルインフォマティクスでは重要となるバイオインフォマティクスなどを省いてしまうことがあるため使用を推奨されない。バイオメディカルインフォマティクスでは、情報科学、計算機科学、意思決定、人間問題解決、認知科学、基準規格、政策、人的要因などを生物医学科学、医学、医療保険などの研究に応用する。
バイオメディカルインフォマティクスが包含する主な分野は、臨床情報学、臨床研究情報学、歯学情報学、看護情報学、獣医学情報学、薬学情報学、イメージングインフォマティクス、公衆衛生情報学、プロテオミクス、ゲノミクス、ドラッグデザインである。